# نیکولای ایوان (شناگر)
نیکولای ایوان (به انگلیسی: Nicolae Ivan) (زادهٔ ۱۳ ژانویهٔ ۱۹۷۵) شناگر اهل رومانی است.